# Ічан-Кала

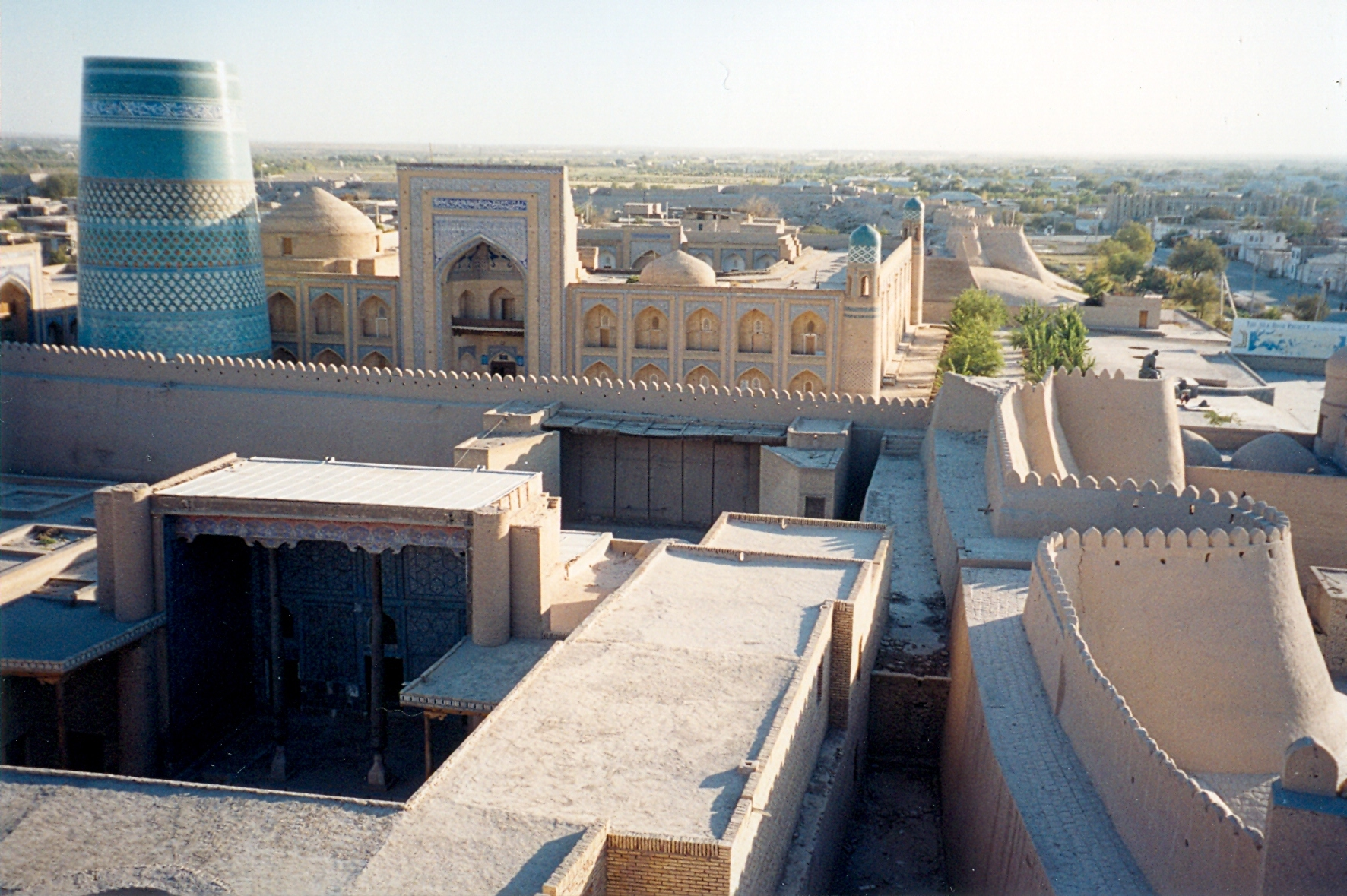
Ічан-Кала

41°22′41″ пн. ш. 60°21′50″ сх. д. / 41.378° пн. ш. 60.364° сх. д.
Іча́н-Кала́ (узб. Ichan Qa'la) — оточене потужними стінами історичне внутрішнє місто Хіви в Узбекистані, що стало першою пам'яткою Світової спадщини в Середній Азії. Зведені протягом століть (найдавніші пам'ятки архітектури належать до XIV століття) фортечні споруди й палаци, мечеті й медресе, мавзолеї й мінарети, караван-сараї й лазні перетворили Ічан-Калу в унікальне місто-пам'ятку. Офіційно статус міста-заповідника Старій Хіві надано 1968 року.

## Легенда походження
Легенда свідчить, що при будівництві цитаделі Ічан-Кала використовувалася глина з тих самих місць, звідки брав її пророк Мухаммед, коли будував Медину. Озеро, що з'явилося пізніше, прийнято вважати святим. Інша легенда оповідає, що колодязь Хейвак, вода з якого мала дивовижний смак, був викопаний ще Сімом, сином біблійного Ноя.
Також за легендою, будувати Хорезм почав Сім. Проїжджаючи територією, де в ті часи була пустеля, він заснув. Уві сні Сім побачив, що місто оточене вогнем. Прокинувшись, розпочав будівництво, і перший фундамент заклав саме він. Під час будівництва викопав колодязь і, тамуючи спрагу, сказав: «Хей вак! Хей вак!», що означає «як добре!». Саме після цього місто взяло ім'я Хіва.